# Агуас-Буенас (Пуерто-Рико)
Агуас-Буенас (ісп. Aguas Buenas, МФА: [ˈaɣwaz ˈβwenas]) — муніципалітет Пуерто-Рико, острівної території у складі США. Заснований 25 травня 1838 року.

## Географія
Площа суходолу муніципалітету складає 78 км² (55-е місце за цим показником серед 78 муніципалітетів Пуерто-Рико).

## Демографія
Станом на 2010 рік на території муніципалітету мешкало 28 659 ос.
Динаміка чисельності населення:

## Населені пункти
Найбільші населені пункти муніципалітету Агуас-Буенас:
| Населений пункт | Статус | Населення :   | Населення :   | Населення :   |
| Населений пункт | Статус | на 01.04.1990 | на 01.04.2000 | на 01.04.2010 |
| --------------- | ------ | ------------- | ------------- | ------------- |
| Агуас-Буенас    | Місто  | 4 452         | 4 368         | 4 204         |
| Санта-Клара     | Селище | н/д           | 1 138         | 982           |